# Jēkabs Rēdlihs
Jēkabs Rēdlihs (* 29. března 1982, Riga) je lotyšský hokejový obránce. V minulosti působil v různých nižších zámořských soutěžích, ale také v české hokejové lize: ve více než padesáti zápasech nastoupil v dresu Plzně (2007/08 a 2008/09), v sezónách 2014/15 a 2016/17 hrál za tým HC Karlovy Vary, v sezóně 2015/16 v týmu Piráti Chomutov.

## Osobní údaje
Jēkabs Rēdlihs pochází z hokejové rodiny, má tři bratry. Dva bratři, mladší Miķelis a starší Krišjānis, též hrají hokej. V sezóně 2009/2010 všichni tři působili v týmu Dinamo Riga. V dresu lotyšské reprezentace se Jēkabs zúčastnil čtyř Mistrovství světa v ledním hokeji.